# Megaselia hamaticauda
Megaselia hamaticauda är en tvåvingeart som beskrevs av Borgmeier 1969. Megaselia hamaticauda ingår i släktet Megaselia och familjen puckelflugor. Inga underarter finns listade i Catalogue of Life.